# カレヴィ・アホ
カレヴィ・エンシオ・アホ（Kalevi Ensio Aho、1949年3月9日 - ）は、現代フィンランドを代表する作曲家。

## 人物
シベリウス音楽アカデミーでエイノユハニ・ラウタヴァーラに師事する。在学中より大規模な作品を発表しており、1969年に作曲した交響曲第1番は高く評価された。1971年にディプロマを得て卒業。更にベルリンに赴きボリス・ブラッハーの薫陶を受け、フィンランドに戻り、1974年から1988年までヘルシンキ大学で音楽理論を教えると共に、1988年から母校のシベリウス音楽アカデミーで教えている。
現在、交響曲を16曲発表しており、協奏曲もヴァイオリン、チェロ、フルート、オーボエ、クラリネット、トロンボーン、チューバ、コントラファゴットと多数存在する。第6交響曲でセリー技法を用いたりもしているが、基本的にはショスタコーヴィチの影響を受けながら新古典主義的作風から出発し、次第に多様式主義へと軸足を移していった。
1970年代後半から1980年代前半には、現代的な語法を積極的に自らの作品の中で消化していっているが、一方で1977年に書かれたバスーンと弦楽四重奏のための五重奏曲でシューベルトの「アヴェ・マリア(エレンの歌第3番)」を引用し、多様式への試みを行っている。
こうした試みは、1988年に書かれた歌劇「虫の一生」をもとに交響曲第7番「虫の交響曲」で表れる。交響曲であっても独奏楽器を持つ、協奏交響曲のようなスタイルで書かれることの多いアホであるから（第1番と第3番はヴァイオリン、第8番はオルガン、第9番はトロンボーン、第11番は6人からなる打楽器アンサンブル）こうした作品もまた彼の創作活動における重要な側面であり、更にテープを使った音楽や室内楽、歌曲、あるいは4つあるという歌劇など、幅広いジャンルにおいて高い評価を得ている。1992年にラハティ交響楽団のレジデンス・コンポーザーとなり、オーケストラの指揮者であるオスモ・ヴァンスカやオーケストラ・メンバーによるアンサンブルによってスウェーデンのBISレーベルから交響曲、協奏曲、室内楽などの十数枚に及ぶCDがリリースされている。ムソルグスキーの「死の歌と踊り」の独自の編曲も行い、交響曲第3番と共にリリースされた。現在も旺盛な作曲活動を行っており、2007年春には交響曲第14番が発表された。

## 主な受賞歴
- 1974年 デンマークのレオニー・ソンニング賞
- 1982年 ハンブルクの連邦政府芸術家奨励金
- 1990年 ドイツでヘンリク・ステファンス賞
- 1996年にポーランドよりこれまでの全作品に対する Fliska 賞

他

## 作品

### 交響曲
- 交響曲第1番 (1969年)
- 交響曲第2番 (1970年/1975年改訂)
- 交響曲第3番「交響協奏曲第1番」(1971年-1973年)
- 交響曲第4番 (1972年-1973年)
- 交響曲第5番 (1975年-1976年)
- 交響曲第6番 (1979年-1980年)
- 交響曲第7番「虫の交響曲」(1988年)
- 交響曲第8番 "オルガンと管弦楽のための" (1993年)
- 交響曲第9番 "トロンボーンと管弦楽のための" (1993年-1994年)
- 交響曲第10番 (1996年)
- 交響曲第11番 "6人の打楽器奏者と管弦楽のための" (1998年)
- 交響曲第12番 "Luosto" "オーケストラと室内管弦楽、10人の野外音楽家と2人の歌手のための" (2002年-2003年)
- 交響曲第13番 "Sinfonisia luonnekuvia" (2003年)
- 交響曲第14番 "Rituaaleja" (2007年)
- 交響曲第15番 (2010年)
- 交響曲第16番 "メゾソプラノと弦楽器、打楽器のための" (2013年-2014年)
- 室内交響曲第1番 (1976年)
- 室内交響曲第2番 (1991年-1992年)
- 室内交響曲第3番 (1995年-1996年)

### 管弦楽曲
- 音詩「沈黙 "Hiljaisuus"」(1982年)
- ペルガモン "Pergamon" (1990年) fur 4 Orchestergruppen, 4 Rezitatoren und Orgel (Text: Peter Weiss)
- 管弦楽のための幻想曲「湖底の喜び "Syvien vesien juhla (Rejoicing of the Deep Waters)"」(1995年)
- 交響舞曲集「ウーノ・クラミ讃」(2001年)

### 協奏曲
- ヴァイオリン協奏曲 (1981年-1982年)
- チェロ協奏曲 (1983年-1984年)
- ピアノ協奏曲 (1988年-1989年) (ピアノ協奏曲第1番)
- チューバ協奏曲 (2000年-2001年)
- ピアノと弦楽のための協奏曲 (2001年-2002年) (ピアノ協奏曲第2番)
- フルート協奏曲 (2002年)
- 2つのチェロのための協奏曲 (2003年)
- ファゴット協奏曲 (2004年)
- コントラバス協奏曲 (2005年)
- コントラファゴット協奏曲 (2004年-2005年)
- クラリネット協奏曲 (2005年)
- ヴィオラ協奏曲 (2006年)
- オーボエ協奏曲 (2007年)
- ホルン協奏曲（2011年）
- テルミン協奏曲「八季」（"Acht Jahreszeiten"）（2011年）
- トランペット協奏曲 (2012年)

### 室内楽曲
- 弦楽四重奏曲第0番 (1966年) 未出版
- 弦楽四重奏曲第1番 (1967年) 未出版
- 弦楽四重奏曲第2番 (1970年)
- 弦楽四重奏曲第3番 (1971年)
- オーボエと弦楽四重奏のための五重奏曲 (1973年)
- チェロとピアノのための前奏曲、トッカータと後奏 (1974年)
- バスーンと弦楽四重奏のための五重奏曲 (1977年)
- フルート、オーボエ、バイオリン、ビオラ、チェロのための五重奏曲 (1977年)
- フルート、アルト・サックス、ギターと打楽器のための四重奏曲 (1982年)
- オーボエとピアノのためのソナタ (1984年–1985年)
- 二台のアコーディオンのためのソナタ (1989年)
- ピッコロ五重奏曲 (1989年)
- アルト・サックス、バスーン、ヴィオラ、チェロとコントラバスのための五重奏曲 (1994年)
- オーボエとチェロのための7つのインヴェンションと後奏 (1986年/1998年)
- クラリネット五重奏曲 (1998年)
- バラード～フルート、バスーン、チェロとピアノのための (1999年)
- 3つのタンゴ (1999年)
- フルートとバイオリン、二本のビオラとチェロのための五重奏曲 (2000年)
- 2つのヴァイオリンのためのラメント (2001年)
- 木管五重奏曲 (2006)
- クラリネット、ヴィオラとピアノのための三重奏曲 (2006年)

### 歌曲
- 中国の歌 (Kiinalaisia lauluja (Chinese Songs)" (1997年)

### 歌劇・舞台作品
- 劇的モノローグ「鍵」"Avain (The Key; Der Schlüssel)" (1978年-1979年)
- 歌劇「虫の一生」(1985年-1987年)
- 歌劇 "Ennen kuin me kaikki olemme hukkuneet" (1995年-1999年)
- 歌劇 "Salaisuuksien kirja" (1998年)

### 編曲・その他
- シベリウスの未完成作品の補完